# Holly Geddert
Holly Geddert (* 13. September 2001) ist eine deutsche Schauspielerin.
Holly Geddert spielte von der 19. Staffel bis zur 22. Staffel in der deutschen Fernsehserie Schloss Einstein die Rolle der Schülerin Olivia Ahlers.

## Filmografie
- 2016–2019, 2021: Schloss Einstein
- 2018: Kummerkasten
- 2020: Julia muss sterben
- 2021: Vampirates (Kurzfilm)
- 2023: Notruf Hafenkante (Fernsehserie)